# 집정관
집정관(라틴어: Consul, 영어: Consul, 이탈리아어: Console, 그리스어: Ύπατος).

## 선출방법과 임기
집정관은 매년 민회의 투표를 거쳐 2명이 선출된다.
1. 이렇게 정식으로 1월 1일날 선출된 집정관들은 직권집정관(Consules ordinarii)이라고 불리며, 로마의 햇수는 이 집정관들의 이름을 붙여서 세어진다. → 로마 집정관 연대표
2. 집정관이 임기를 마치지 못하는 경우나 '전직 집정관' 자격을 가진 속주 총독이 급히 필요할 경우에는, 보좌집정관(Consules suffecti)을 선출한다

## 권한
선출된 집정관은 로마법(lex Licinia Sextia)에 따라 로마의 통치권을 대표단(comitia centeriata)으로부터 부여받음으로써 로마의 최고통치자로서 법적으로 인정될 뿐만 아니라, 군사, 행정, 법, 원로원 임원 임명 및 추천 그리고 한걸음 더 나아가서 원로원과 민회를 필요에 따라 소집할 수 있는 권한을 갖게 된다.

## 현재
현재 집정관이 통치하는 나라는 산마리노뿐이다. 집정관은 2명으로 하며 임기는 6개월이다.  